# Čp.8
Čp.8 byla česká folková kapela, jejímiž hlavními představiteli byli Jaroslav Ježek ml. a jeho bratr Miroslav Ježek.
Kapela vznikla v roce 1981 v Karlových Varech a byla pojmenována podle popisného čísla domu, ve kterém bydleli všichni zakládající členové. Název skupiny se píše s chybnou typografií, tj. bez mezery za tečkou. Úspěchu dosáhla zejména po soutěži Porta, kde se představila. Skupina ukončila svou činnost v roce 1985 po smrti Jaroslava Ježka ml.
V roce 2001 vydal hudební label Indies dvoj-CD Čerstvý vzduch, které na prvním CD Fresh air zachycuje koncert kapely v Brně a na druhém Rozprodáno výběr z živých nahrávek z let 1981 – 1987

## Členové
- Jaroslav Ježek ml.
- Miroslav Ježek
- Jan Richter
- Petr Linhart

## Diskografie
- Prolog života / Představy (1984, Panton, singl)
- Pochod snů / Představy II (1985 Panton, singl)
- Jaroslav J. Ježek a Čp.8 (1991, Sdružení Porta)
- Čerstvý vzduch (2001, Indies Records)